# Knäck Da Vinci-koden
Knäck Da Vinci-koden - om verkligheten bakom succéromanen (originalets titel: Cracking the Da Vinci Code - The Unauthorized Guide to the Facts Behind the Fiction, ISBN 913233137-1) är en objektiv faktabok/uppslagsbok i pocketformat, skriven av Simon Cox. Boken, en internationell bästsäljare, utgavs på svenska år 2005 av B. Wahlströms bokförlag och i översättning av Melinda Hoelstad. Boken skall reda ut hur stor del av Dan Browns bästsäljande spänningsroman Da Vinci-koden som är sann och hur mycket som är skönlitterär förvanskning. Med hjälp av illustrationer analyseras också några av Leonardo da Vincis kända verk. Innehållet presenteras i alfabetisk ordning.
Cox, som är historiker inom kontrafaktisk historia, ligger också bakom en dokumentär med samma namn som släpptes 2004.